# Roodpootgent
De roodpootgent (Sula sula) is een zeevogel die behoort tot de genten. De vogel komt voor in een brede gordel rond de evenaar.

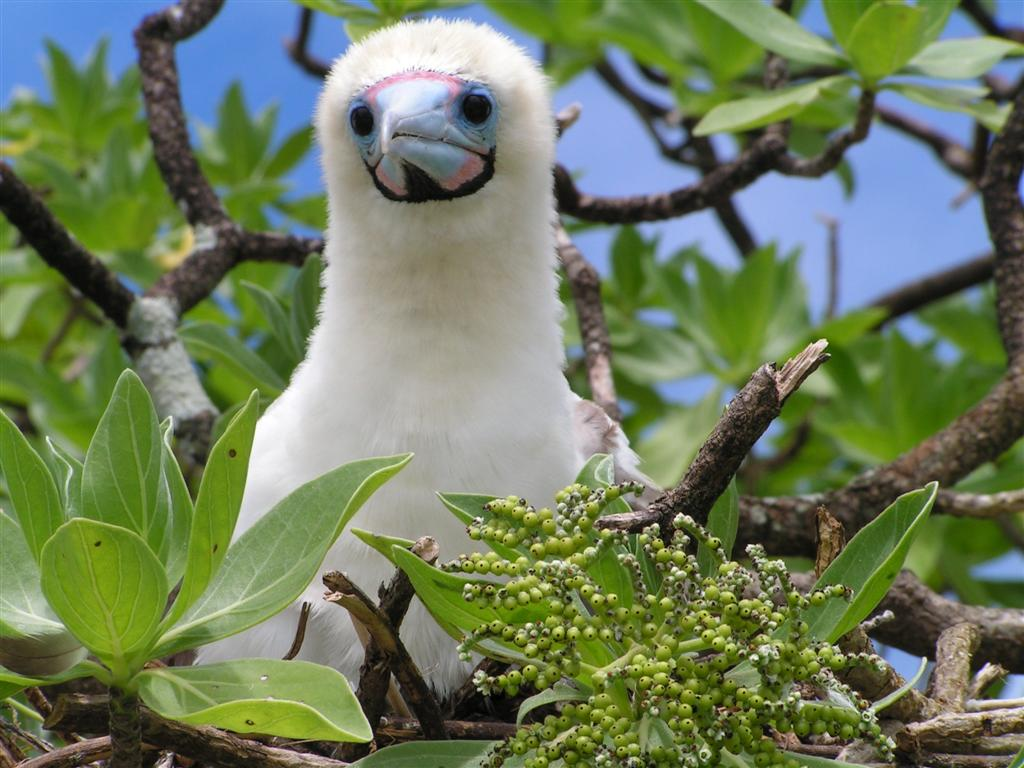
Jonge roodpootgent

## Herkenning
De vogel heeft rode voeten, vandaar de benaming. De roodpootgent is 66 to 79 cm lang en heeft een spanwijdte van gemiddeld 1,4 meter. Het is de kleinste gent uit het geslacht Sula. Volwassen vogels hebben een blauwachtige snavel. De poten zijn rood, maar kunnen ook roze zijn. De witte variant ziet eruit als de meeste soorten uit dit geslacht, wit met zwarte slagpennen. Bij de roodpootgent bestaan ook vogels in een zwartstaartwitte variant en in een bruine variant, deze zijn, ook als volwassen vogel, geheel grijs of bruin. Doorslaggevend bij de determinatie is daarom de combinatie van klein formaat, blauwe snavel, rode of roze poten en relatief lange en egaal gekleurde staart.
De roodpootgent voedt zich met vissen en andere zeedieren door vanuit de lucht met een duikvlucht in zee te duiken.

## Verspreiding en leefgebied
De vogel komt buiten de broedtijd voor in het tropische zeeën en oceanen tussen de beide keerkringen. Hij broedt binnen bijna dit gehele gebied op rotseilanden, behalve in het oostelijk deel van de Atlantische Oceaan.
De soort telt drie ondersoorten:
- S. s. sula: de Caribische en zuidwestelijke Atlantische eilanden.
- S. s. rubripes: de tropische Grote Oceaan en de Indische Oceaan.
- S. s. websteri: de oostelijk-centrale Grote Oceaan.

## Status
De roodpootgent heeft een enorm groot verspreidingsgebied en daardoor alleen al is de kans op de status kwetsbaar (voor uitsterven) uiterst gering. De grootte van de populatie is in 2019 geschat op 1,4 miljoen volwassen individuen. De aantallen lopen terug. Echter, het tempo ligt onder de 30% in tien jaar (minder dan 3,5% per jaar). Om deze redenen staat deze gent als niet bedreigd op de Rode Lijst van de IUCN.

Roodpootgenten donkere fase op de Galapagoseilanden.
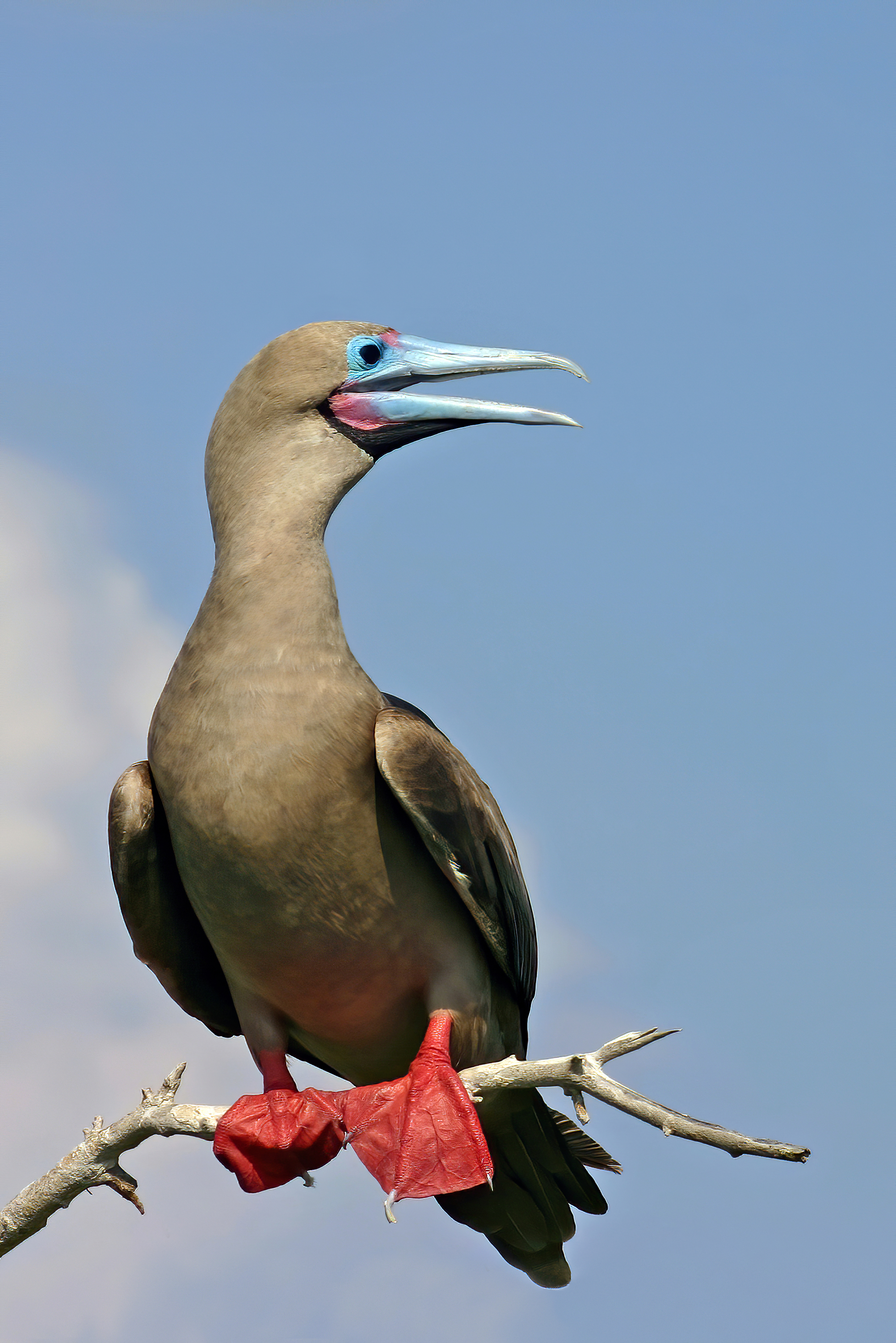
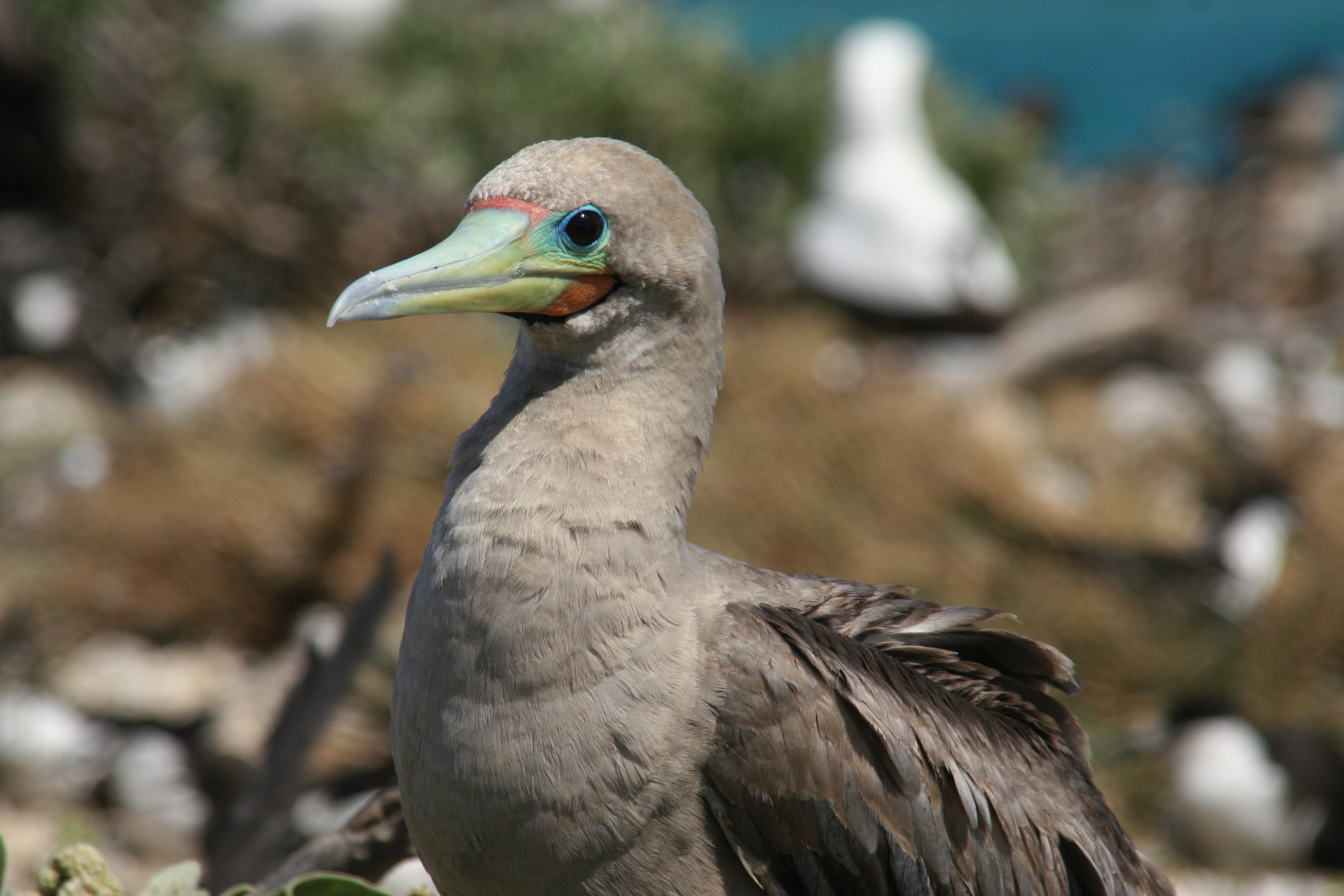
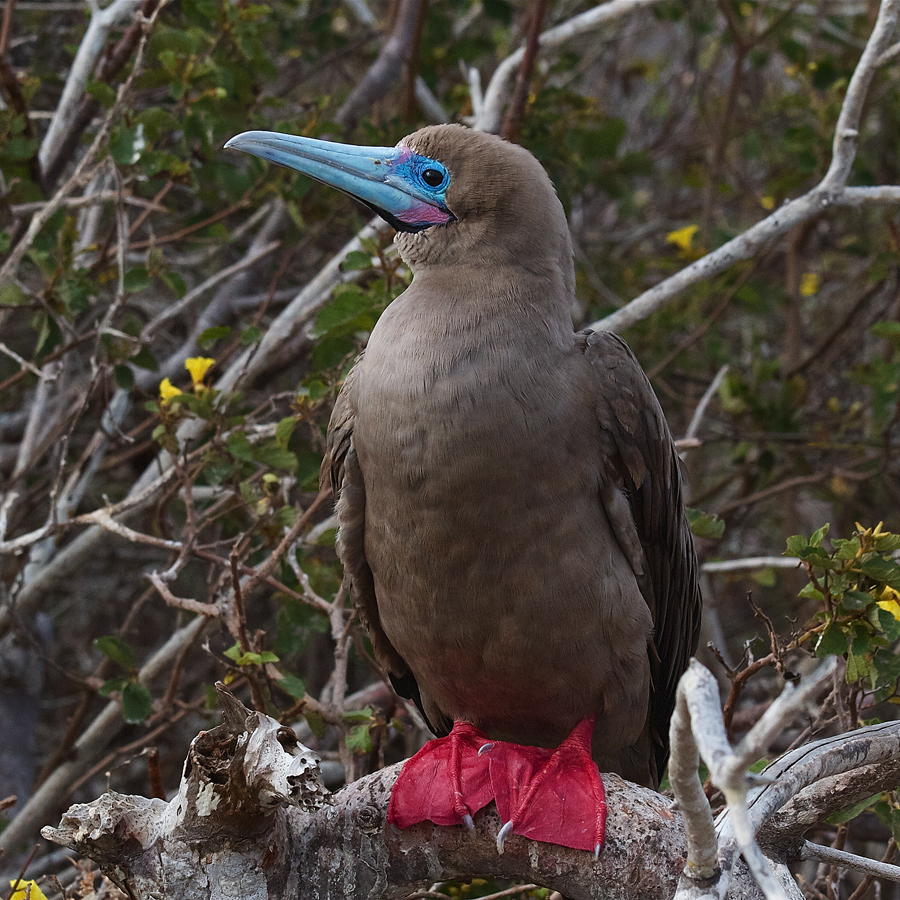